# Henry Cort
Henry Cort (?1741 – 23 de maig de 1800) va ser un mestres del ferro (ironmaster). durant la Revolució Industrial a Anglaterra, Cort va usar sistemes innovadors en la fabricació del ferro. L'any 1783 patentà el procediment metal·lúrgic anomenat Puddling (pudelació) per a refinar la mena de ferro.

## Biografia
De Cort es desconeix la data exacta del seu naixement i fins i tot el nom dels seus pares.
Cap a 1765, Cort va esdevenir agent de pagaments de la Royal Navy. En aquells temps, malgrat els progressos que havia Abraham Darby en la fosa del ferro usant carbó de coc en lloc del carbó vegetal, el producte resultant no era l'adequat per a produir ferro forjat. per tant les barres de ferro s'havien d'importar de Rússia amb un cost molt alt.
El 1768, Cort es casà amb Elizabeth Heysham, parenta. de William Attwick que subministrava productes de ferro a l'armada.
El 1779, Cort, que havia agafat les regnes del negoci d'Attwick, va investigar com incrementar la producció de ferro forjat. Adam Jellicoe, va acordar finançar Cort i el fill de Jellicoe, Adam va esdevenir soci de l'empresa.
El The Henry Cort Community College porta el seu nom i es troba a la població de Fareham, a Hampshire, Anglaterra.